# Cua-roig groc
El cua-roig groc (Erythrocercus holochlorus) és una espècie d'ocell pertanyent al gènere Erythrocercus. No hi ha consens taxonòmic sobre la família a la que pertany, variant entre els eritrocèrcids (Erythrocercidae) o bé els escotocèrtids (Scotocercidae).
Habita la selva humida, bosc de ribera i matolls costaners des del sud de Somàlia, a través de la costa de Kenya, fins al nord-est de Tanzània. El seu estat de conservació es considera de risc mínim.